# Obila aristata
Obila aristata är en fjärilsart som beskrevs av Herrich-Schäffer 1870. Obila aristata ingår i släktet Obila och familjen mätare. Inga underarter finns listade i Catalogue of Life.